# Francesco Petracchi
Franco (ou Francesco) Petracchi est un célèbre contrebassiste, compositeur et chef d'orchestre italien, né à Pistoia (Toscane) le 22 septembre 1937.

## Biographie
À l'âge de 13 ans, Francesco Petracchi bénéficie d'une bourse pour étudier au Conservatoire Sainte-Cécile, à Rome. Durant 7 années, il va étudier dans un internat spécialement réservé aux élèves les plus doués. L'objectif de cet enseignement est de former l'élite artistique au plus haut niveau, aussi bien en Italie que sur le plan international.
Franco Petracchi a étudié la contrebasse avec Batistelli (élève de Mengoli). Il étudie en même temps le piano, la composition et la direction d'orchestre avec Franco Ferrara. À 19 ans, il passe ses quatre diplômes avec succès, commence une carrière de soliste international et devient successivement contrebassiste solo de la plupart des meilleurs orchestres d'Italie.
Il fut professeur au Conservatoire de Bari, à l'époque où Nino Rota en était le directeur. Nino Rota lui dédia une composition originale, « Divertimento concertante per contrabasso e orchestra. » Franco Petacchi fut aussi professeur au Conservatoire Santa Cecilia à Rome, à Fiesole, à Crémone, et enfin à la Haute école de musique de Genève.